# WON Most Overrated Wrestler
El Wrestling Observer Newsletter (WON) Most Overrated es un premio entregado por la revista de lucha libre profesional Wrestling Observer Newsletter al luchador considerado como el más sobrevalorado dentro de una empresa.

## Historia
El primer premio le fue dado en 1980 al luchador Mr. Wrestling II, quien durante su carrera fue 10 veces campeón, además de ser el único premiado de la National Wrestling Alliance. Los dos años le fue dado al luchador de la WWF Pedro Morales, quien fue el primer Campeón de las Tres Coronas de la empresa. En 1983 se le dio a Bob Backlund al obtener el Campeonato de la WWF y tener un largo reinado. En 1984 se le concedió a Big John Studd y los dos años siguientes se le dio a Hulk Hogan, que obtuvo el Campeonato de la WWF y lo retuvo durante 4 años. En el 87 y el 88 le dieron el premio a Dusty Rhodes, siendo la única vez que se lo dieron a la Jim Crockett Promotions y desde 1989 hasta 1991 se lo dieron a The Ultimate Warrior, que estuvo en varios eventos principales y ganó el Campeonato Intercontinental y el de la WWF frente a Hulk Hogan en WrestleMania VI.
Los dos años siguientes se lo dieron a Eric Watts y a Sid Vicius, siendo la única vez que se lo daban a la Ultimate Wrestling Federation y la primera a la World Championship Wrestling. Los siete siguientes años se los dieron a la WCW, 5 a Hulk Hogan y 2 a Kevin Nash, quienes ganaron varias veces el Campeonato Mundial Peso Pesado de la WCW y estuvieron al frente de la nWo durante mucho tiempo. En el 2001 se lo dieron a The Undertaker quien con su personaje de American Badass, ganó varios títulos en parejas y fue parte activa de The Invasion. 
Los tres años siguientes se lo dieron a Triple H, quien fue 5 veces Campeón Mundial Peso Pesado de la WWE y lideró Evolution durante ese período. En el 2005 se lo dieron a Jeff Jarrett, 6 veces Campeón Mundial Peso Pesado de la NWA, dándole por primera y única vez el premio a la TNA. En el 2006, 2007 y 2008 se los dieron a luchadores de la WWE, Batista, The Great Khali y Vladimir Kozlov, ganando los dos primeros el Campeón Mundial Peso Pesado y el tercero al ser puesto en varios eventos principales y peleas titulares de la WWE al poco tiempo de debutar. 
En 2009, le fue otorgado de nuevo a Triple H, debido a su estancia en Main Events y peleas titulares y en 2010 le fue entregado a Kane por su largo reinado como Campeón Mundial Peso Pesado de la WWE. En 2011, se le entregó de nuevo a un luchador de la TNA, Crimson un luchador novato que permaneció invicto todo el 2011. En el 2012, se le entregó al luchador Ryback,por su acelerado empuje y al aparecer en varios eventos principales. El 2013, el premio recae en Randy Orton, quien unificó ambos títulos mundiales de la empresa y los retuvo por un largo periodo.
En 2014 y 2015 le fue otorgado nuevamente a Kane, quien fue parte de The Authority apareciendo constantemente en las storylines principales a pesar de su avanzada edad. En 2016 recae en Roman Reigns, quien estelarizó Wrestlemania ganando el Campeonato Mundial, y tuvo un constante empuje como top face a pesar del rechazo del público. En 2017 el ganador del premio fue Jinder Mahal por su repentino y largo reinado como Campeón Mundial siendo parte de la estrategia de WWE para expandirse por el mercado de India. 
En 2018 Baron Corbin es escogido por los votantes debido a su rol de alguacil de Raw, donde podía autoubicarse en luchas importantes del show y nuevamente recibió el premio en 2019 por su larga rivalidad contra Seth Rollins por el WWE Universal Championship y haber ganado el torneo King of the Ring.
En 2020 el ganador es Bray Wyatt quien fue Campeón Universal a comienzos de año y ganó una vez el Campeonato de WWE, sin embargo muchas de sus luchas estuvieron listadas en las peores del año. En 2021 EVIL se convierte en el primer luchador de New Japan Pro-Wrestling en recibir el premio y en 2022 Ronda Rousey es la primera mujer en ganarlo por sus malas luchas como Campeona de SmackDown.
En 2023 SANADA es el segundo luchador de NJPW en ganar el Premio  por su largo reinado como IWGP World Heavyweight Championship. En 2024 Nia Jax es la segunda mujer en recibir el premio por ganar el WWE Queen of the Ring y ser 5 meses WWE Women's Championship

## Ganadores
| 1980 | Mr. Wrestling II     | National Wrestling Alliance (NWA)    |   |      |         |     |
| 1981 | Pedro Morales        | World Wrestling Federation (WWF)     |   |      |         |     |
| 1982 | Pedro Morales (2)    | World Wrestling Federation (WWF)     |   |      |         |     |
| 1983 | Bob Backlund         | World Wrestling Federation (WWF)     |   |      |         |     |
| 1984 | Big John Studd       | World Wrestling Federation (WWF)     |   |      |         |     |
| 1985 | Hulk Hogan           | World Wrestling Federation (WWF)     |   |      |         |     |
| 1986 | Hulk Hogan (2)       | World Wrestling Federation (WWF)     |   |      |         |     |
| 1987 | Dusty Rhodes         | Jim Crockett Promotions (JCP)        |   |      |         |     |
| 1988 | Dusty Rhodes (2)     | Jim Crockett Promotions (JCP)        |   |      |         |     |
| 1989 | Ultimate Warrior     | World Wrestling Federation (WWF)     |   |      |         |     |
| 1990 | Ultimate Warrior (2) | World Wrestling Federation (WWF)     |   |      |         |     |
| 1991 | Ultimate Warrior (3) | World Wrestling Federation (WWF)     |   |      |         |     |
| 1992 | Erik Watts           | Ultimate Wrestling Federation (UWF)  |   |      |         |     |
| 1993 | Sid Vicious          | World Championship Wrestling (WCW)   |   |      |         |     |
| 1994 | Hulk Hogan (3)       | World Championship Wrestling (WCW)   |   |      |         |     |
| 1995 | Hulk Hogan (4)       | World Championship Wrestling (WCW)   |   |      |         |     |
| 1996 | Hulk Hogan (5)       | World Championship Wrestling (WCW)   |   |      |         |     |
| 1997 | Hulk Hogan (6)       | World Championship Wrestling (WCW)   |   |      |         |     |
| 1998 | Hulk Hogan (7)       | World Championship Wrestling (WCW)   |   |      |         |     |
| 1999 | Kevin Nash           | World Championship Wrestling (WCW)   |   |      |         |     |
| 2000 | Kevin Nash (2)       | World Championship Wrestling (WCW)   |   |      |         |     |
| 2001 | The Undertaker       | World Wrestling Federation (WWF)     |   |      |         |     |
| 2002 | Triple H             | World Wrestling Entertainment (WWE)  |   |      |         |     |
| 2003 | Triple H (2)         | World Wrestling Entertainment (WWE)  |   |      |         |     |
| 2004 | Triple H (3)         | World Wrestling Entertainment (WWE)  |   |      |         |     |
| 2005 | Jeff Jarrett         | Total Nonstop Action Wrestling (TNA) |   |      |         |     |
| 2006 | Batista              | World Wrestling Entertainment (WWE)  |   |      |         |     |
| 2007 | The Great Khali      | World Wrestling Entertainment (WWE)  |   |      |         |     |
| 2008 | Vladimir Kozlov      | World Wrestling Entertainment (WWE)  |   |      |         |     |
| 2009 | Triple H (4)         | World Wrestling Entertainment (WWE)  |   |      |         |     |
| 2010 | Kane                 | World Wrestling Entertainment (WWE)  |   |      |         |     |
| 2011 | Crimson              | Total Nonstop Action Wrestling (TNA) |   |      |         |     |
| 2012 | Ryback               | World Wrestling Entertainment (WWE)  |   |      |         |     |
| 2013 | Randy Orton          | World Wrestling Entertainment (WWE)  |   |      |         |     |
| 2014 | Kane (2)             | World Wrestling Entertainment (WWE)  |   |      |         |     |
| 2015 | Kane (3)             | World Wrestling Entertainment (WWE)  |   |      |         |     |
| 2016 | Roman Reigns         | World Wrestling Entertainment (WWE)  |   |      |         |     |
| 2017 | Jinder Mahal         | World Wrestling Entertainment (WWE)  |   |      |         |     |
| 2018 | Baron Corbin         | World Wrestling Entertainment (WWE)  |   |      |         |     |
| 2019 | Baron Corbin (2)     | World Wrestling Entertainment (WWE)  |   |      |         |     |
| 2020 | Bray Wyatt           | WWE                                  |   |      |         |     |
| 2021 | EVIL                 | New Japan Pro-Wrestling              |   |      |         |     |
| 2022 | Ronda Rousey         | WWE                                  |   |      |         |     |
| 2023 | SANADA               | New Japan Pro Wrestling              | - | 2024 | Nia Jax | WWE |

### N° de premios por promoción
| N.º | Promoción                                              | Años |
| --- | ------------------------------------------------------ | --- |
| 28  | World Wrestling Federation / Entertainment (WWF / WWE) | 1981, 1982, 1983, 1984, 1985, 1986, 1989, 1990, 1991, 2001, 2002, 2003, 2004, 2006, 2007, 2008, 2009, 2010, 2012, 2013, 2014, 2015, 2016, 2017, 2018, 2019, 2020, 2022, 2024 |
| 8   | World Championship Wrestling (WCW)                     | 1993, 1994, 1995, 1996, 1997, 1998, 1999, 2000 |
| 2   | Jim Crockett Promotions (JCP)                          | 1987, 1988 |
| 2   | Total Nonstop Action Wrestling (TNA)                   | 2005, 2011 |
| 1   | National Wrestling Alliance (NWA)                      | 1980 |
| 1   | Ultimate Wrestling Federation (UWF)                    | 1992 |
| 2   | New Japan Pro-Wrestling (NJPW)                         | 2021, 2023 |